# Miloslav Kala
Miloslav Kala (* 3. srpna 1963 Boskovice) je bývalý český politik ČSSD a od března 2013 prezident Nejvyššího kontrolního úřadu, v letech 2008 až 2013 působil ve funkci viceprezidenta tohoto úřadu. V letech 2000 až 2006 byl zastupitelem města Blansko, v letech 2000 až 2002 působil také jako starosta Blanska. V období 2002–2008 byl poslancem Poslanecké sněmovny PČR.

## Biografie
Vystudoval Fakultu strojní Vysokého učení technického v Brně roku 1988. Po absolvování pracoval v Adamovských strojírnách v Adamově jako konstruktér, později se stal obchodním ředitelem a členem představenstva.
V komunálních volbách roku 1998 a komunálních volbách roku 2002 byl zvolen do Zastupitelstva města Blansko za ČSSD. Profesně se k roku 1998 uvádí jako podnikatel, k roku 2002 coby starosta. V letech 2000–2006 byl členem zastupitelstva a v letech 2000–2002 starostou v Blansku.
Ve volbách do Poslanecké sněmovny PČR v roce 2002 byl za ČSSD zvolen poslancem (volební obvod Jihomoravský kraj). V letech 2003–2004 byl členem Správní rady Správy železniční dopravní cesty. V letech 2004–2007 byl členem a předsedou Dozorčí rady České konsolidační agentury. Ve funkčním období 2002–2006 byl místopředsedou sněmovního mandátového a imunitního výboru, členem hospodářského výboru a v letech 2002–2004 i ústavněprávního výboru. Mandát poslance obhájil ve volbách do Poslanecké sněmovny PČR v roce 2006. Stal se předsedou sněmovního mandátového a imunitního výboru a byl členem hospodářského výboru. V Poslanecké sněmovně setrval do listopadu 2008, kdy rezignoval na poslanecké křeslo.
Dne 13. listopadu 2008 byl prezidentem republiky na návrh Poslanecké sněmovny jmenován viceprezidentem Nejvyššího kontrolního úřadu, po zániku funkce tehdejšího prezidenta Františka Dohnala byl pověřen vedením úřadu. Dne 19. března 2013 ho Poslanecká sněmovna vybrala za kandidáta na prezidenta NKÚ. Dne 22. března ho pak prezidentem NKÚ jmenoval prezident republiky Miloš Zeman. Funkční období mu vypršelo v březnu 2022, dne 23. března 2022 byl Poslaneckou sněmovnou PČR opět zvolen prezidentem Nejvyššího kontrolního úřadu. Jakožto jediný kandidát získal 123 ze 182 možných hlasů (ke zvolení tak bylo nutných nejméně 92 hlasů). Na začátku dubna 2022 jej tak na dalších 9 let prezident Miloš Zeman opět jmenoval prezidentem NKÚ.
Byl také zvolen prezidentem EUROSAI na období 2021 až 2024.